# باطوفا
شهر باطوفا (به کردی: باتیفا) شهری است در بخشی به همین نام که یکی از بخش‌های شهرستان زاخو در استان دهوک در شمال عراق است. شهر باطوفا در مسیر جاده اصلی بروار بالا به زاخو قرار گرفته‌است.
مساحت این بخش ۲۰۸ کیلومتر مربع است و ۷۳ روستا را دربر می‌گیرد که همه این روستاها در جریان حملات انفال آسیب دیدند و امروزه تا اندازه‌ای دوباره آباد شده‌اند. در این بخش نزدیک به ۱۵ اثر تاریخی وجود دارد که از آن‌جمله می‌توان به دژ شابانی، دژ کَشانی، دژ بیجوانی و پل نزدوری که در زمان امیران بادینی بر روی رودخانه خابور ساخته شده اشاره کرد.
بخش باطوفا که در شمال دهوک واقع شده پیش از این با بخش درکار یک بخش را تشکیل می‌دادند اما از سال ۱۹۲۴ بخش تازه‌ای در این منطقه تشکیل شد که بخش گُل نام داشت و مرکز آن روستای دیمکا بود. پس از آن روستای بهنونه و بعداً باطوفا در این بخش مرکزیت یافتند.
گذران زندگی مردم این بخش از راه کاشت گندم و جو و نخود و فراورده‌های زمستانی انجام می‌شود. هر سال دو ماه کشت سیب و هندوانه و گلابی و انار و کشمش در این منطقه انجام می‌شود. سپیدار، جوز و پسته از درختان رایج بخش هستند. آب مورد نیاز را مردم محل با لوله‌کشی از رود خابور تأمین می‌کنند.

کوه‌های اصلی منطقه نزدور، رویسه، کشان، سرکه شوینه، بهنونه و شابانی نام دارند و رودهای اصلی این سامان نیز خابور، سیرکوتک و زریزه هستند.
در تاریخ ۲۴ شهریور سال ۸۶ در پی گلوله‌باران مناطق مرزی استان دهوک توسط توپخانه‌های ترکیه حدود ۲۰ گلوله خمپاره به مناطق نزدیک روستای «نزدور» از توابع منطقه باطوفا اصابت کرده‌است که تلفات جانی نداشته ولی باعث ترس و هراس در میان اهالی این روستا شد.